# Lista di asteroidi (621001-622000)
Di seguito una lista di asteroidi dal numero 621001  al 622000 con data di scoperta e scopritore.

## 621001–621100
| Nome   | Designazione provvisoria | Data di scoperta  | Scopritore                |
| ------ | ------------------------ | ----------------- | ------------------------- |
| 621001 | 2007 HK102               | 25 aprile 2007    | Spacewatch                |
| 621002 | 2007 HS105               | 18 aprile 2007    | Spacewatch                |
| 621003 | 2007 HP110               | 25 aprile 2007    | Mount Lemmon Survey       |
| 621004 | 2007 HC112               | 25 aprile 2007    | Spacewatch                |
| 621005 | 2007 HW112               | 22 aprile 2007    | Spacewatch                |
| 621006 | 2007 JL1                 | 20 aprile 2007    | Mount Lemmon Survey       |
| 621007 | 2007 JL4                 | 19 aprile 2007    | Spacewatch                |
| 621008 | 2007 JU43                | 13 maggio 2007    | Mount Lemmon Survey       |
| 621009 | 2007 KE11                | 10 maggio 2015    | Mount Lemmon Survey       |
| 621010 | 2007 KL12                | 26 maggio 2007    | Mount Lemmon Survey       |
| 621011 | 2007 LS10                | 19 aprile 2007    | Mount Lemmon Survey       |
| 621012 | 2007 LM16                | 12 maggio 2007    | Mount Lemmon Survey       |
| 621013 | 2007 LN23                | 13 giugno 2007    | Spacewatch                |
| 621014 | 2007 LM28                | 15 giugno 2007    | Spacewatch                |
| 621015 | 2007 LZ38                | 16 maggio 2007    | Spacewatch                |
| 621016 | 2007 MW3                 | 7 giugno 2007     | Spacewatch                |
| 621017 | 2007 MQ8                 | 14 giugno 2007    | Spacewatch                |
| 621018 | 2007 MK15                | 20 giugno 2007    | Spacewatch                |
| 621019 | 2007 PH6                 | 8 agosto 2007     | G. Hug                    |
| 621020 | 2007 PX29                | 8 agosto 2007     | LINEAR                    |
| 621021 | 2007 PE34                | 13 agosto 2007    | LINEAR                    |
| 621022 | 2007 PY44                | 20 luglio 2007    | SSS                       |
| 621023 | 2007 PA53                | 12 agosto 2007    | PMO NEO                   |
| 621024 | 2007 PB53                | 10 agosto 2007    | Spacewatch                |
| 621025 | 2007 PB55                | 10 agosto 2007    | Spacewatch                |
| 621026 | 2007 QX15                | 18 agosto 2007    | PMO NEO                   |
| 621027 | 2007 QE18                | 24 agosto 2007    | Spacewatch                |
| 621028 | 2007 QU18                | 22 agosto 2007    | LONEOS                    |
| 621029 | 2007 RD13                | 2 settembre 2007  | CSS                       |
| 621030 | 2007 RJ14                | 9 settembre 2007  | F. Kugel                  |
| 621031 | 2007 RC18                | 12 settembre 2007 | F. Kugel                  |
| 621032 | 2007 RR29                | 21 settembre 2003 | NEAT                      |
| 621033 | 2007 RD39                | 8 settembre 2007  | Mount Lemmon Survey       |
| 621034 | 2007 RT40                | 9 settembre 2007  | Spacewatch                |
| 621035 | 2007 RC41                | 3 settembre 2007  | CSS                       |
| 621036 | 2007 RX41                | 9 settembre 2007  | Spacewatch                |
| 621037 | 2007 RV44                | 9 settembre 2007  | Spacewatch                |
| 621038 | 2007 RN51                | 31 ottobre 1999   | Spacewatch                |
| 621039 | 2007 RK54                | 4 maggio 2005     | Osservatorio di Mauna Kea |
| 621040 | 2007 RP57                | 9 settembre 2007  | Spacewatch                |
| 621041 | 2007 RU57                | 9 settembre 2007  | Mount Lemmon Survey       |
| 621042 | 2007 RM77                | 10 settembre 2007 | Mount Lemmon Survey       |
| 621043 | 2007 RL79                | 10 settembre 2007 | Mount Lemmon Survey       |
| 621044 | 2007 RV110               | 11 settembre 2007 | Mount Lemmon Survey       |
| 621045 | 2007 RS124               | 12 settembre 2007 | Mount Lemmon Survey       |
| 621046 | 2007 RR126               | 12 settembre 2007 | Mount Lemmon Survey       |
| 621047 | 2007 RZ127               | 12 settembre 2007 | Mount Lemmon Survey       |
| 621048 | 2007 RT133               | 13 settembre 2007 | E. Schwab, R. Kling       |
| 621049 | 2007 RD141               | 13 settembre 2007 | CSS                       |
| 621050 | 2007 RO151               | 10 settembre 2007 | Spacewatch                |
| 621051 | 2007 RH161               | 13 settembre 2007 | LONEOS                    |
| 621052 | 2007 RO161               | 4 maggio 2006     | Spacewatch                |
| 621053 | 2007 RW166               | 10 settembre 2007 | Spacewatch                |
| 621054 | 2007 RJ197               | 5 maggio 2006     | Spacewatch                |
| 621055 | 2007 RA200               | 13 settembre 2007 | Spacewatch                |
| 621056 | 2007 RD201               | 13 settembre 2007 | Spacewatch                |
| 621057 | 2007 RL226               | 10 settembre 2007 | Spacewatch                |
| 621058 | 2007 RH231               | 26 marzo 2006     | Mount Lemmon Survey       |
| 621059 | 2007 RU232               | 11 settembre 2007 | PMO NEO                   |
| 621060 | 2007 RF241               | 10 settembre 2007 | CSS                       |
| 621061 | 2007 RL242               | 3 settembre 2007  | CSS                       |
| 621062 | 2007 RA247               | 29 ottobre 2003   | Spacewatch                |
| 621063 | 2007 RD250               | 13 settembre 2007 | Spacewatch                |
| 621064 | 2007 RT257               | 24 agosto 2007    | Spacewatch                |
| 621065 | 2007 RF283               | 15 settembre 2007 | CSS                       |
| 621066 | 2007 RP297               | 13 luglio 2001    | NEAT                      |
| 621067 | 2007 RM307               | 5 settembre 2007  | LONEOS                    |
| 621068 | 2007 RP307               | 20 settembre 2007 | Mount Lemmon Survey       |
| 621069 | 2007 RS307               | 13 settembre 2007 | Mount Lemmon Survey       |
| 621070 | 2007 RK309               | 11 settembre 2007 | Mount Lemmon Survey       |
| 621071 | 2007 RJ310               | 5 settembre 2007  | CSS                       |
| 621072 | 2007 RB318               | 10 settembre 2007 | Spacewatch                |
| 621073 | 2007 RU334               | 24 settembre 2015 | Mount Lemmon Survey       |
| 621074 | 2007 RC335               | 16 maggio 2012    | Pan-STARRS                |
| 621075 | 2007 RS338               | 3 settembre 2007  | Mount Lemmon Survey       |
| 621076 | 2007 RV338               | 11 settembre 2007 | Spacewatch                |
| 621077 | 2007 RD340               | 11 settembre 2007 | PMO NEO                   |
| 621078 | 2007 RZ340               | 11 gennaio 2016   | Pan-STARRS                |
| 621079 | 2007 RA342               | 3 settembre 2013  | F. Hormuth                |
| 621080 | 2007 RW343               | 14 gennaio 2016   | Pan-STARRS                |
| 621081 | 2007 RL344               | 10 settembre 2007 | Mount Lemmon Survey       |
| 621082 | 2007 RG346               | 26 aprile 2006    | Cerro Tololo Obs.         |
| 621083 | 2007 RH351               | 10 settembre 2007 | Mount Lemmon Survey       |
| 621084 | 2007 RR361               | 12 settembre 2007 | Mount Lemmon Survey       |
| 621085 | 2007 RY362               | 12 settembre 2007 | Spacewatch                |
| 621086 | 2007 RR363               | 14 settembre 2007 | Mount Lemmon Survey       |
| 621087 | 2007 RB366               | 13 settembre 2007 | Mount Lemmon Survey       |
| 621088 | 2007 SO14                | 8 settembre 2007  | Mount Lemmon Survey       |
| 621089 | 2007 SF17                | 12 settembre 2007 | CSS                       |
| 621090 | 2007 SX23                | 12 ottobre 2007   | LINEAR                    |
| 621091 | 2007 TE2                 | 10 settembre 2007 | CSS                       |
| 621092 | 2007 TE23                | 20 settembre 2007 | Spacewatch                |
| 621093 | 2007 TB49                | 4 ottobre 2007    | Spacewatch                |
| 621094 | 2007 TG52                | 4 ottobre 2007    | Spacewatch                |
| 621095 | 2007 TY53                | 15 settembre 2007 | Mount Lemmon Survey       |
| 621096 | 2007 TS61                | 8 settembre 2007  | Mount Lemmon Survey       |
| 621097 | 2007 TA73                | 22 maggio 2006    | Mount Lemmon Survey       |
| 621098 | 2007 TA91                | 18 dicembre 2003  | Spacewatch                |
| 621099 | 2007 TJ110               | 15 settembre 2007 | Mount Lemmon Survey       |
| 621100 | 2007 TO113               | 21 settembre 2007 | PMO NEO                   |

## 621101–621200
| Nome   | Designazione provvisoria | Data di scoperta  | Scopritore                    |
| ------ | ------------------------ | ----------------- | ----------------------------- |
| 621101 | 2007 TY117               | 9 ottobre 2007    | Spacewatch                    |
| 621102 | 2007 TT118               | 9 ottobre 2007    | Mount Lemmon Survey           |
| 621103 | 2007 TB123               | 6 ottobre 2007    | Spacewatch                    |
| 621104 | 2007 TE125               | 6 ottobre 2007    | Spacewatch                    |
| 621105 | 2007 TY126               | 6 ottobre 2007    | Spacewatch                    |
| 621106 | 2007 TL130               | 6 ottobre 2007    | J. Lacruz                     |
| 621107 | 2007 TS147               | 18 settembre 2007 | LONEOS                        |
| 621108 | 2007 TD151               | 7 ottobre 2007    | CSS                           |
| 621109 | 2007 TX166               | 14 settembre 2007 | Mount Lemmon Survey           |
| 621110 | 2007 TZ179               | 7 ottobre 2007    | Mount Lemmon Survey           |
| 621111 | 2007 TQ191               | 5 settembre 2007  | CSS                           |
| 621112 | 2007 TV206               | 10 ottobre 2007   | Mount Lemmon Survey           |
| 621113 | 2007 TZ218               | 23 agosto 2007    | Spacewatch                    |
| 621114 | 2007 TK225               | 4 ottobre 2007    | Spacewatch                    |
| 621115 | 2007 TR236               | 14 settembre 2007 | Mount Lemmon Survey           |
| 621116 | 2007 TF239               | 10 ottobre 2007   | Mount Lemmon Survey           |
| 621117 | 2007 TZ245               | 9 ottobre 2007    | Mount Lemmon Survey           |
| 621118 | 2007 TA256               | 10 ottobre 2007   | Spacewatch                    |
| 621119 | 2007 TE265               | 11 ottobre 2007   | Spacewatch                    |
| 621120 | 2007 TE277               | 9 settembre 2007  | R. Ferrando, M. Ferrando      |
| 621121 | 2007 TY278               | 11 ottobre 2007   | Mount Lemmon Survey           |
| 621122 | 2007 TG294               | 10 ottobre 2007   | Mount Lemmon Survey           |
| 621123 | 2007 TK295               | 10 ottobre 2007   | Mount Lemmon Survey           |
| 621124 | 2007 TZ295               | 10 ottobre 2007   | Mount Lemmon Survey           |
| 621125 | 2007 TZ296               | 10 ottobre 2007   | Mount Lemmon Survey           |
| 621126 | 2007 TW298               | 5 settembre 2007  | Mount Lemmon Survey           |
| 621127 | 2007 TZ308               | 13 settembre 2007 | Mount Lemmon Survey           |
| 621128 | 2007 TF319               | 12 ottobre 2007   | Spacewatch                    |
| 621129 | 2007 TM322               | 11 ottobre 2007   | Spacewatch                    |
| 621130 | 2007 TQ361               | 15 ottobre 2007   | Mount Lemmon Survey           |
| 621131 | 2007 TU378               | 12 ottobre 2007   | Mount Lemmon Survey           |
| 621132 | 2007 TO380               | 14 ottobre 2007   | Spacewatch                    |
| 621133 | 2007 TA390               | 8 ottobre 2007    | Mount Lemmon Survey           |
| 621134 | 2007 TE406               | 22 maggio 2001    | J. L. Elliot, L. H. Wasserman |
| 621135 | 2007 TT407               | 15 ottobre 2007   | Mount Lemmon Survey           |
| 621136 | 2007 TP412               | 14 ottobre 2007   | CSS                           |
| 621137 | 2007 TH423               | 4 ottobre 2007    | Spacewatch                    |
| 621138 | 2007 TA429               | 12 ottobre 2007   | Spacewatch                    |
| 621139 | 2007 TE454               | 14 settembre 2007 | Spacewatch                    |
| 621140 | 2007 TW456               | 8 ottobre 2007    | Mount Lemmon Survey           |
| 621141 | 2007 TT460               | 30 gennaio 2009   | Mount Lemmon Survey           |
| 621142 | 2007 TS461               | 12 ottobre 2007   | Spacewatch                    |
| 621143 | 2007 TT466               | 3 settembre 2013  | Spacewatch                    |
| 621144 | 2007 TS471               | 24 dicembre 2013  | Mount Lemmon Survey           |
| 621145 | 2007 TR478               | 9 ottobre 2007    | Mount Lemmon Survey           |
| 621146 | 2007 TK480               | 11 ottobre 2007   | Mount Lemmon Survey           |
| 621147 | 2007 TM487               | 10 ottobre 2007   | Mount Lemmon Survey           |
| 621148 | 2007 TQ490               | 10 ottobre 2007   | Mount Lemmon Survey           |
| 621149 | 2007 TW503               | 10 ottobre 2007   | Mount Lemmon Survey           |
| 621150 | 2007 UE                  | 4 ottobre 2007    | Spacewatch                    |
| 621151 | 2007 UH2                 | 10 ottobre 2007   | CSS                           |
| 621152 | 2007 UG41                | 9 settembre 2007  | Mount Lemmon Survey           |
| 621153 | 2007 UA44                | 30 novembre 2003  | Spacewatch                    |
| 621154 | 2007 UG44                | 18 ottobre 2007   | Mount Lemmon Survey           |
| 621155 | 2007 UT77                | 30 ottobre 2007   | Spacewatch                    |
| 621156 | 2007 UY79                | 7 ottobre 2007    | Mount Lemmon Survey           |
| 621157 | 2007 UU81                | 30 ottobre 2007   | Spacewatch                    |
| 621158 | 2007 UC82                | 10 ottobre 2007   | Spacewatch                    |
| 621159 | 2007 UP92                | 31 ottobre 2007   | Mount Lemmon Survey           |
| 621160 | 2007 UX94                | 31 ottobre 2007   | Mount Lemmon Survey           |
| 621161 | 2007 UF110               | 12 ottobre 2007   | Spacewatch                    |
| 621162 | 2007 UX121               | 15 ottobre 2007   | Spacewatch                    |
| 621163 | 2007 UD143               | 20 ottobre 2007   | Mount Lemmon Survey           |
| 621164 | 2007 UX143               | 16 ottobre 2007   | Mount Lemmon Survey           |
| 621165 | 2007 UC152               | 21 ottobre 2007   | Mount Lemmon Survey           |
| 621166 | 2007 UL152               | 27 giugno 2015    | Pan-STARRS                    |
| 621167 | 2007 UQ152               | 17 giugno 2010    | Mount Lemmon Survey           |
| 621168 | 2007 UB153               | 22 giugno 2015    | Pan-STARRS                    |
| 621169 | 2007 UP154               | 18 ottobre 2007   | Mount Lemmon Survey           |
| 621170 | 2007 UP159               | 16 ottobre 2007   | Mount Lemmon Survey           |
| 621171 | 2007 UA161               | 20 ottobre 2007   | Mount Lemmon Survey           |
| 621172 | 2007 VW11                | 1 novembre 2007   | Spacewatch                    |
| 621173 | 2007 VQ12                | 1 novembre 2007   | Spacewatch                    |
| 621174 | 2007 VE26                | 6 ottobre 2007    | Spacewatch                    |
| 621175 | 2007 VE37                | 10 ottobre 2007   | CSS                           |
| 621176 | 2007 VR37                | 2 novembre 2007   | Mount Lemmon Survey           |
| 621177 | 2007 VW53                | 20 ottobre 2007   | Mount Lemmon Survey           |
| 621178 | 2007 VC70                | 4 novembre 2007   | Mount Lemmon Survey           |
| 621179 | 2007 VL105               | 3 novembre 2007   | Spacewatch                    |
| 621180 | 2007 VZ107               | 3 novembre 2007   | Spacewatch                    |
| 621181 | 2007 VK142               | 4 novembre 2007   | Spacewatch                    |
| 621182 | 2007 VN143               | 4 novembre 2007   | Spacewatch                    |
| 621183 | 2007 VD146               | 24 ottobre 2007   | Mount Lemmon Survey           |
| 621184 | 2007 VT184               | 7 novembre 2007   | LINEAR                        |
| 621185 | 2007 VG186               | 20 giugno 2007    | CSS                           |
| 621186 | 2007 VO223               | 8 ottobre 2007    | Mount Lemmon Survey           |
| 621187 | 2007 VC243               | 9 novembre 2007   | CSS                           |
| 621188 | 2007 VE281               | 14 ottobre 2007   | Mount Lemmon Survey           |
| 621189 | 2007 VE283               | 14 novembre 2007  | Spacewatch                    |
| 621190 | 2007 VD319               | 3 novembre 2007   | Spacewatch                    |
| 621191 | 2007 VO340               | 4 novembre 2007   | Mount Lemmon Survey           |
| 621192 | 2007 VW352               | 1 settembre 2010  | ESA OGS                       |
| 621193 | 2007 VX355               | 5 ottobre 2011    | R. Holmes                     |
| 621194 | 2007 VD361               | 1 novembre 2013   | Mount Lemmon Survey           |
| 621195 | 2007 VQ369               | 9 novembre 2007   | Spacewatch                    |
| 621196 | 2007 VT375               | 2 novembre 2007   | Mount Lemmon Survey           |
| 621197 | 2007 VC377               | 8 novembre 2007   | Spacewatch                    |
| 621198 | 2007 WD16                | 7 novembre 2007   | Spacewatch                    |
| 621199 | 2007 WC29                | 19 novembre 2007  | Spacewatch                    |
| 621200 | 2007 WB48                | 20 novembre 2007  | Mount Lemmon Survey           |

## 621201–621300
| Nome   | Designazione provvisoria | Data di scoperta  | Scopritore                          |
| ------ | ------------------------ | ----------------- | ----------------------------------- |
| 621201 | 2007 WW66                | 4 novembre 2007   | Spacewatch                          |
| 621202 | 2007 WO69                | 19 luglio 2015    | Pan-STARRS 2                        |
| 621203 | 2007 XD19                | 13 novembre 2007  | CSS                                 |
| 621204 | 2007 XO38                | 18 dicembre 2007  | Spacewatch                          |
| 621205 | 2007 XC62                | 9 settembre 2007  | Spacewatch                          |
| 621206 | 2007 XF67                | 25 aprile 2014    | Mount Lemmon Survey                 |
| 621207 | 2007 YC26                | 18 dicembre 2007  | Mount Lemmon Survey                 |
| 621208 | 2007 YE29                | 5 dicembre 2007   | Spacewatch                          |
| 621209 | 2007 YC78                | 18 ottobre 2011   | Spacewatch                          |
| 621210 | 2007 YS78                | 4 maggio 2014     | Mount Lemmon Survey                 |
| 621211 | 2007 YM79                | 30 dicembre 2007  | Mount Lemmon Survey                 |
| 621212 | 2007 YV80                | 30 dicembre 2007  | Mount Lemmon Survey                 |
| 621213 | 2007 YF86                | 2 gennaio 2017    | Pan-STARRS                          |
| 621214 | 2007 YF87                | 31 dicembre 2007  | Spacewatch                          |
| 621215 | 2007 YT89                | 25 gennaio 2014   | Pan-STARRS                          |
| 621216 | 2007 YZ89                | 10 dicembre 2014  | Mount Lemmon Survey                 |
| 621217 | 2007 YC91                | 30 dicembre 2007  | Spacewatch                          |
| 621218 | 2008 AZ38                | 9 novembre 2007   | Mount Lemmon Survey                 |
| 621219 | 2008 AG52                | 11 gennaio 2008   | Spacewatch                          |
| 621220 | 2008 AY56                | 11 gennaio 2008   | Spacewatch                          |
| 621221 | 2008 AF61                | 31 dicembre 2007  | Spacewatch                          |
| 621222 | 2008 AL71                | 15 dicembre 2007  | CSS                                 |
| 621223 | 2008 AA109               | 11 gennaio 2008   | Spacewatch                          |
| 621224 | 2008 AC133               | 20 settembre 2003 | Spacewatch                          |
| 621225 | 2008 AS141               | 10 gennaio 2008   | Spacewatch                          |
| 621226 | 2008 AA142               | 6 settembre 2006  | NEAT                                |
| 621227 | 2008 CX51                | 21 giugno 2007    | Mount Lemmon Survey                 |
| 621228 | 2008 CL87                | 7 febbraio 2008   | Mount Lemmon Survey                 |
| 621229 | 2008 CP109               | 9 febbraio 2008   | Spacewatch                          |
| 621230 | 2008 CM125               | 8 febbraio 2008   | Spacewatch                          |
| 621231 | 2008 CZ228               | 9 settembre 2015  | Pan-STARRS                          |
| 621232 | 2008 CA236               | 8 febbraio 2008   | Mount Lemmon Survey                 |
| 621233 | 2008 CZ238               | 8 febbraio 2008   | Mount Lemmon Survey                 |
| 621234 | 2008 CU241               | 9 febbraio 2008   | Mount Lemmon Survey                 |
| 621235 | 2008 CJ247               | 10 febbraio 2008  | Mount Lemmon Survey                 |
| 621236 | 2008 DY21                | 22 marzo 2001     | Spacewatch                          |
| 621237 | 2008 DS30                | 11 gennaio 2008   | Spacewatch                          |
| 621238 | 2008 DM93                | 18 novembre 2015  | Pan-STARRS                          |
| 621239 | 2008 DZ96                | 26 febbraio 2008  | Mount Lemmon Survey                 |
| 621240 | 2008 DN99                | 28 febbraio 2008  | Spacewatch                          |
| 621241 | 2008 EG23                | 13 febbraio 2008  | CSS                                 |
| 621242 | 2008 EJ97                | 8 marzo 2008      | Mount Lemmon Survey                 |
| 621243 | 2008 EA118               | 26 febbraio 2008  | Mount Lemmon Survey                 |
| 621244 | 2008 EX171               | 3 aprile 2008     | Mount Lemmon Survey                 |
| 621245 | 2008 EY174               | 27 marzo 2012     | Mount Lemmon Survey                 |
| 621246 | 2008 EK175               | 13 dicembre 2010  | L. Wells, M. Micheli                |
| 621247 | 2008 EB181               | 20 agosto 2009    | Spacewatch                          |
| 621248 | 2008 EW181               | 13 marzo 2008     | Spacewatch                          |
| 621249 | 2008 EU184               | 28 ottobre 2017   | Mount Lemmon Survey                 |
| 621250 | 2008 EM185               | 28 marzo 2012     | Mount Lemmon Survey                 |
| 621251 | 2008 EV186               | 15 marzo 2008     | Spacewatch                          |
| 621252 | 2008 EC189               | 27 marzo 2012     | Spacewatch                          |
| 621253 | 2008 EL191               | 12 marzo 2008     | Spacewatch                          |
| 621254 | 2008 EF193               | 8 marzo 2008      | Mount Lemmon Survey                 |
| 621255 | 2008 FO56                | 28 marzo 2008     | Spacewatch                          |
| 621256 | 2008 FW89                | 28 febbraio 2008  | Mount Lemmon Survey                 |
| 621257 | 2008 FS113               | 31 marzo 2008     | Spacewatch                          |
| 621258 | 2008 FE126               | 26 marzo 2008     | Mount Lemmon Survey                 |
| 621259 | 2008 FR143               | 28 marzo 2008     | Mount Lemmon Survey                 |
| 621260 | 2008 FW145               | 26 marzo 2008     | Mount Lemmon Survey                 |
| 621261 | 2008 FG146               | 29 marzo 2008     | Spacewatch                          |
| 621262 | 2008 FA148               | 28 marzo 2008     | Mount Lemmon Survey                 |
| 621263 | 2008 FG149               | 29 marzo 2008     | Spacewatch                          |
| 621264 | 2008 GW24                | 1 aprile 2008     | Mount Lemmon Survey                 |
| 621265 | 2008 GD25                | 1 aprile 2008     | Mount Lemmon Survey                 |
| 621266 | 2008 GT52                | 28 marzo 2008     | Mount Lemmon Survey                 |
| 621267 | 2008 GU54                | 5 aprile 2008     | Mount Lemmon Survey                 |
| 621268 | 2008 GP64                | 15 marzo 2008     | Mount Lemmon Survey                 |
| 621269 | 2008 GV89                | 6 aprile 2008     | Mount Lemmon Survey                 |
| 621270 | 2008 GZ150               | 21 maggio 2012    | Mount Lemmon Survey                 |
| 621271 | 2008 GL154               | 25 aprile 2012    | Mount Lemmon Survey                 |
| 621272 | 2008 GV157               | 29 marzo 2008     | Spacewatch                          |
| 621273 | 2008 GS161               | 9 aprile 2008     | Spacewatch                          |
| 621274 | 2008 GE163               | 18 agosto 2009    | Spacewatch                          |
| 621275 | 2008 GM163               | 19 settembre 2009 | Spacewatch                          |
| 621276 | 2008 GM164               | 16 gennaio 2015   | Pan-STARRS                          |
| 621277 | 2008 GU167               | 3 aprile 2008     | Mount Lemmon Survey                 |
| 621278 | 2008 GD170               | 4 aprile 2008     | Mount Lemmon Survey                 |
| 621279 | 2008 GO170               | 7 aprile 2008     | Spacewatch                          |
| 621280 | 2008 GS170               | 4 aprile 2008     | Spacewatch                          |
| 621281 | 2008 HY19                | 14 aprile 2008    | Mount Lemmon Survey                 |
| 621282 | 2008 HA49                | 29 aprile 2008    | Mount Lemmon Survey                 |
| 621283 | 2008 HH52                | 29 aprile 2008    | Mount Lemmon Survey                 |
| 621284 | 2008 HR73                | 27 aprile 2008    | Mount Lemmon Survey                 |
| 621285 | 2008 HS75                | 26 ottobre 2009   | Osservatorio astronomico di Maiorca |
| 621286 | 2008 JN29                | 24 agosto 2001    | Spacewatch                          |
| 621287 | 2008 JR42                | 7 maggio 2008     | Mount Lemmon Survey                 |
| 621288 | 2008 JL47                | 15 settembre 2013 | Mount Lemmon Survey                 |
| 621289 | 2008 JV48                | 6 settembre 2016  | Mount Lemmon Survey                 |
| 621290 | 2008 JN53                | 2 maggio 2008     | Spacewatch                          |
| 621291 | 2008 KZ6                 | 26 maggio 2008    | Spacewatch                          |
| 621292 | 2008 KR14                | 4 maggio 2008     | Spacewatch                          |
| 621293 | 2008 KG19                | 1 ottobre 2005    | Spacewatch                          |
| 621294 | 2008 KS19                | 8 maggio 2008     | Spacewatch                          |
| 621295 | 2008 KR47                | 17 settembre 2009 | Spacewatch                          |
| 621296 | 2008 KV48                | 28 maggio 2008    | Spacewatch                          |
| 621297 | 2008 LA2                 | 5 maggio 2008     | Mount Lemmon Survey                 |
| 621298 | 2008 LZ13                | 7 giugno 2008     | Spacewatch                          |
| 621299 | 2008 LF19                | 12 settembre 2013 | Mount Lemmon Survey                 |
| 621300 | 2008 NK6                 | 2 luglio 2008     | Spacewatch                          |

## 621301–621400
| Nome   | Designazione provvisoria | Data di scoperta  | Scopritore          |
| ------ | ------------------------ | ----------------- | ------------------- |
| 621301 | 2008 OA4                 | 26 luglio 2008    | SSS                 |
| 621302 | 2008 OH5                 | 28 luglio 2008    | Mount Lemmon Survey |
| 621303 | 2008 OO19                | 29 luglio 2008    | Spacewatch          |
| 621304 | 2008 OS27                | 28 luglio 2008    | SSS                 |
| 621305 | 2008 OM31                | 30 luglio 2008    | Spacewatch          |
| 621306 | 2008 PT13                | 10 agosto 2008    | F. Kugel            |
| 621307 | 2008 PW22                | 7 agosto 2008     | Spacewatch          |
| 621308 | 2008 QX                  | 29 luglio 2008    | Spacewatch          |
| 621309 | 2008 QL3                 | 24 agosto 2008    | K. Sárneczky        |
| 621310 | 2008 QX19                | 30 settembre 2003 | Spacewatch          |
| 621311 | 2008 QY33                | 2 settembre 2008  | Spacewatch          |
| 621312 | 2008 QJ39                | 24 agosto 2008    | Spacewatch          |
| 621313 | 2008 QR49                | 22 marzo 2015     | Mount Lemmon Survey |
| 621314 | 2008 QB51                | 21 agosto 2008    | Spacewatch          |
| 621315 | 2008 RQ6                 | 25 luglio 2008    | Mount Lemmon Survey |
| 621316 | 2008 RW13                | 4 settembre 2008  | Spacewatch          |
| 621317 | 2008 RL14                | 24 agosto 2008    | Spacewatch          |
| 621318 | 2008 RR29                | 2 settembre 2008  | Spacewatch          |
| 621319 | 2008 RT35                | 2 settembre 2008  | Spacewatch          |
| 621320 | 2008 RL61                | 29 luglio 2008    | Spacewatch          |
| 621321 | 2008 RY90                | 7 agosto 2008     | Spacewatch          |
| 621322 | 2008 RX125               | 9 settembre 2008  | Mount Lemmon Survey |
| 621323 | 2008 RD127               | 5 settembre 2008  | Spacewatch          |
| 621324 | 2008 RJ127               | 6 settembre 2008  | Spacewatch          |
| 621325 | 2008 RM127               | 6 settembre 2008  | Spacewatch          |
| 621326 | 2008 RA148               | 24 agosto 2008    | Spacewatch          |
| 621327 | 2008 RS152               | 4 settembre 2008  | Spacewatch          |
| 621328 | 2008 RF153               | 4 settembre 2008  | Spacewatch          |
| 621329 | 2008 RG154               | 1 settembre 2008  | SSS                 |
| 621330 | 2008 RS155               | 5 settembre 2008  | Spacewatch          |
| 621331 | 2008 RS162               | 6 settembre 2008  | Mount Lemmon Survey |
| 621332 | 2008 RY163               | 7 settembre 2008  | Mount Lemmon Survey |
| 621333 | 2008 RJ164               | 28 ottobre 2014   | Pan-STARRS          |
| 621334 | 2008 RO164               | 7 settembre 2008  | Mount Lemmon Survey |
| 621335 | 2008 RH176               | 2 settembre 2008  | Spacewatch          |
| 621336 | 2008 SO14                | 18 settembre 2003 | Spacewatch          |
| 621337 | 2008 SD20                | 29 luglio 2008    | Spacewatch          |
| 621338 | 2008 SX21                | 19 settembre 2008 | Spacewatch          |
| 621339 | 2008 SX24                | 19 settembre 2008 | Spacewatch          |
| 621340 | 2008 SZ30                | 22 aprile 2007    | Spacewatch          |
| 621341 | 2008 SS44                | 20 settembre 2008 | Spacewatch          |
| 621342 | 2008 SB74                | 23 settembre 2008 | Spacewatch          |
| 621343 | 2008 SG95                | 21 settembre 2008 | Spacewatch          |
| 621344 | 2008 SL118               | 22 settembre 2008 | Mount Lemmon Survey |
| 621345 | 2008 SE149               | 28 settembre 2008 | G. Hug              |
| 621346 | 2008 SO181               | 24 settembre 2008 | Spacewatch          |
| 621347 | 2008 SO209               | 19 settembre 2008 | Spacewatch          |
| 621348 | 2008 SL228               | 28 settembre 2008 | Mount Lemmon Survey |
| 621349 | 2008 SR253               | 22 settembre 2008 | Spacewatch          |
| 621350 | 2008 SN263               | 24 settembre 2008 | Spacewatch          |
| 621351 | 2008 SH276               | 23 settembre 2008 | Mount Lemmon Survey |
| 621352 | 2008 SG319               | 22 settembre 2008 | Spacewatch          |
| 621353 | 2008 SZ321               | 28 settembre 2008 | Mount Lemmon Survey |
| 621354 | 2008 ST324               | 16 luglio 2013    | Pan-STARRS          |
| 621355 | 2008 SU324               | 23 settembre 2008 | Spacewatch          |
| 621356 | 2008 SY325               | 20 settembre 2008 | Mount Lemmon Survey |
| 621357 | 2008 SX328               | 12 luglio 2013    | Pan-STARRS          |
| 621358 | 2008 SC333               | 26 settembre 2012 | Mount Lemmon Survey |
| 621359 | 2008 SC335               | 29 settembre 2008 | Spacewatch          |
| 621360 | 2008 SR340               | 29 settembre 2008 | Mount Lemmon Survey |
| 621361 | 2008 SC343               | 29 settembre 2008 | Mount Lemmon Survey |
| 621362 | 2008 TR46                | 1 ottobre 2008    | Spacewatch          |
| 621363 | 2008 TL56                | 2 ottobre 2008    | Spacewatch          |
| 621364 | 2008 TN82                | 20 settembre 2008 | Spacewatch          |
| 621365 | 2008 TM85                | 4 settembre 2008  | Spacewatch          |
| 621366 | 2008 TM93                | 3 settembre 2008  | Spacewatch          |
| 621367 | 2008 TZ96                | 25 settembre 2008 | Spacewatch          |
| 621368 | 2008 TT103               | 24 settembre 2008 | Spacewatch          |
| 621369 | 2008 TJ125               | 23 settembre 2008 | Spacewatch          |
| 621370 | 2008 TS132               | 23 settembre 2008 | Spacewatch          |
| 621371 | 2008 TP145               | 9 ottobre 2008    | Mount Lemmon Survey |
| 621372 | 2008 TC146               | 9 ottobre 2008    | Mount Lemmon Survey |
| 621373 | 2008 TK147               | 3 settembre 2008  | Spacewatch          |
| 621374 | 2008 TY185               | 7 ottobre 2008    | Spacewatch          |
| 621375 | 2008 TN192               | 1 ottobre 2008    | Spacewatch          |
| 621376 | 2008 TO192               | 1 ottobre 2008    | Mount Lemmon Survey |
| 621377 | 2008 TP198               | 9 ottobre 2008    | Mount Lemmon Survey |
| 621378 | 2008 TY198               | 8 ottobre 2008    | Mount Lemmon Survey |
| 621379 | 2008 TJ199               | 29 ottobre 2014   | Pan-STARRS          |
| 621380 | 2008 TK200               | 10 ottobre 2008   | Spacewatch          |
| 621381 | 2008 TK204               | 13 luglio 2013    | Mount Lemmon Survey |
| 621382 | 2008 TW204               | 27 aprile 2012    | Pan-STARRS          |
| 621383 | 2008 TY204               | 15 luglio 2013    | Pan-STARRS          |
| 621384 | 2008 TE205               | 6 ottobre 2008    | Spacewatch          |
| 621385 | 2008 TF205               | 7 ottobre 2008    | Spacewatch          |
| 621386 | 2008 TW205               | 6 ottobre 2008    | Mount Lemmon Survey |
| 621387 | 2008 TB206               | 1 ottobre 2002    | AMOS                |
| 621388 | 2008 TP207               | 10 ottobre 2008   | Mount Lemmon Survey |
| 621389 | 2008 TV208               | 1 ottobre 2008    | Spacewatch          |
| 621390 | 2008 TM219               | 10 ottobre 2008   | Mount Lemmon Survey |
| 621391 | 2008 UP                  | 10 ottobre 2008   | Spacewatch          |
| 621392 | 2008 UB3                 | 10 ottobre 2008   | Mount Lemmon Survey |
| 621393 | 2008 UK29                | 20 ottobre 2008   | Spacewatch          |
| 621394 | 2008 UY36                | 20 ottobre 2008   | Spacewatch          |
| 621395 | 2008 UM50                | 29 settembre 2008 | Spacewatch          |
| 621396 | 2008 UD68                | 21 ottobre 2008   | Mount Lemmon Survey |
| 621397 | 2008 UQ89                | 24 ottobre 2008   | Spacewatch          |
| 621398 | 2008 UY114               | 22 ottobre 2008   | Spacewatch          |
| 621399 | 2008 UZ136               | 23 ottobre 2008   | Spacewatch          |
| 621400 | 2008 UA148               | 23 ottobre 2008   | Spacewatch          |

## 621401–621500
| Nome   | Designazione provvisoria | Data di scoperta  | Scopritore          |
| ------ | ------------------------ | ----------------- | ------------------- |
| 621401 | 2008 UR150               | 23 ottobre 2008   | Mount Lemmon Survey |
| 621402 | 2008 UU162               | 1 ottobre 2008    | Spacewatch          |
| 621403 | 2008 UV165               | 28 settembre 2008 | Mount Lemmon Survey |
| 621404 | 2008 UN167               | 24 ottobre 2008   | Spacewatch          |
| 621405 | 2008 US172               | 24 ottobre 2008   | Spacewatch          |
| 621406 | 2008 UK177               | 24 ottobre 2008   | Mount Lemmon Survey |
| 621407 | 2008 UV184               | 24 ottobre 2008   | Spacewatch          |
| 621408 | 2008 UW190               | 23 settembre 2008 | Spacewatch          |
| 621409 | 2008 UU197               | 27 ottobre 2008   | Mount Lemmon Survey |
| 621410 | 2008 UR217               | 29 settembre 2008 | Mount Lemmon Survey |
| 621411 | 2008 UH236               | 26 ottobre 2008   | Spacewatch          |
| 621412 | 2008 UJ247               | 3 ottobre 2008    | Mount Lemmon Survey |
| 621413 | 2008 UG261               | 4 ottobre 2004    | Spacewatch          |
| 621414 | 2008 UZ269               | 6 ottobre 2008    | Mount Lemmon Survey |
| 621415 | 2008 UN270               | 28 ottobre 2008   | Spacewatch          |
| 621416 | 2008 UE274               | 2 ottobre 2008    | Mount Lemmon Survey |
| 621417 | 2008 UT291               | 29 ottobre 2008   | Spacewatch          |
| 621418 | 2008 UO292               | 29 ottobre 2008   | Spacewatch          |
| 621419 | 2008 UK296               | 21 ottobre 2008   | Spacewatch          |
| 621420 | 2008 UU296               | 22 settembre 2008 | Mount Lemmon Survey |
| 621421 | 2008 UZ297               | 29 ottobre 2008   | Spacewatch          |
| 621422 | 2008 UP305               | 25 settembre 2008 | Spacewatch          |
| 621423 | 2008 UH317               | 7 ottobre 2008    | Spacewatch          |
| 621424 | 2008 UV335               | 20 ottobre 2008   | Spacewatch          |
| 621425 | 2008 UT339               | 23 ottobre 2008   | Spacewatch          |
| 621426 | 2008 UQ350               | 23 ottobre 2008   | Spacewatch          |
| 621427 | 2008 UP352               | 21 ottobre 2008   | Spacewatch          |
| 621428 | 2008 UE356               | 21 ottobre 2008   | Spacewatch          |
| 621429 | 2008 UF359               | 27 ottobre 2008   | Mount Lemmon Survey |
| 621430 | 2008 UK361               | 27 ottobre 2008   | Mount Lemmon Survey |
| 621431 | 2008 UY363               | 26 ottobre 2008   | CSS                 |
| 621432 | 2008 UT373               | 29 settembre 2008 | Spacewatch          |
| 621433 | 2008 UO379               | 24 ottobre 2008   | Spacewatch          |
| 621434 | 2008 UQ383               | 3 ottobre 2008    | Spacewatch          |
| 621435 | 2008 UE384               | 31 ottobre 2008   | Mount Lemmon Survey |
| 621436 | 2008 UQ384               | 14 luglio 2013    | Pan-STARRS          |
| 621437 | 2008 UC388               | 4 giugno 2013     | Mount Lemmon Survey |
| 621438 | 2008 UN390               | 1 settembre 2013  | Mount Lemmon Survey |
| 621439 | 2008 UU396               | 28 ottobre 2008   | Spacewatch          |
| 621440 | 2008 UJ398               | 11 dicembre 2014  | Mount Lemmon Survey |
| 621441 | 2008 UW399               | 13 settembre 2013 | Mount Lemmon Survey |
| 621442 | 2008 UE402               | 21 ottobre 2008   | Spacewatch          |
| 621443 | 2008 UQ405               | 20 ottobre 2008   | Mount Lemmon Survey |
| 621444 | 2008 VX7                 | 24 ottobre 2008   | CSS                 |
| 621445 | 2008 VP14                | 17 febbraio 2004  | Spacewatch          |
| 621446 | 2008 VU18                | 24 ottobre 2008   | Spacewatch          |
| 621447 | 2008 VC25                | 29 settembre 2008 | Spacewatch          |
| 621448 | 2008 VS34                | 2 novembre 2008   | Mount Lemmon Survey |
| 621449 | 2008 VX45                | 3 novembre 2008   | Mount Lemmon Survey |
| 621450 | 2008 VR54                | 24 settembre 2008 | Spacewatch          |
| 621451 | 2008 VW84                | 2 novembre 2008   | Mount Lemmon Survey |
| 621452 | 2008 VY86                | 1 novembre 2008   | Mount Lemmon Survey |
| 621453 | 2008 VS89                | 19 ottobre 2016   | Mount Lemmon Survey |
| 621454 | 2008 VJ90                | 10 febbraio 2016  | Pan-STARRS          |
| 621455 | 2008 VX91                | 16 maggio 2012    | Pan-STARRS          |
| 621456 | 2008 VN94                | 7 novembre 2008   | Mount Lemmon Survey |
| 621457 | 2008 VM98                | 8 novembre 2008   | Mount Lemmon Survey |
| 621458 | 2008 VZ101               | 3 novembre 2008   | Mount Lemmon Survey |
| 621459 | 2008 VD107               | 6 novembre 2008   | Spacewatch          |
| 621460 | 2008 WH7                 | 17 novembre 2008  | Spacewatch          |
| 621461 | 2008 WJ33                | 3 novembre 2008   | CSS                 |
| 621462 | 2008 WX35                | 17 novembre 2008  | Spacewatch          |
| 621463 | 2008 WT41                | 17 novembre 2008  | Spacewatch          |
| 621464 | 2008 WY51                | 9 ottobre 2008    | Spacewatch          |
| 621465 | 2008 WF54                | 25 settembre 2008 | Spacewatch          |
| 621466 | 2008 WD75                | 2 novembre 2008   | Mount Lemmon Survey |
| 621467 | 2008 WP79                | 20 novembre 2008  | Spacewatch          |
| 621468 | 2008 WP106               | 18 novembre 2008  | Spacewatch          |
| 621469 | 2008 WZ115               | 30 novembre 2008  | Spacewatch          |
| 621470 | 2008 WQ127               | 29 ottobre 2008   | Spacewatch          |
| 621471 | 2008 WD144               | 19 novembre 2008  | Spacewatch          |
| 621472 | 2008 WR148               | 19 novembre 2008  | Mount Lemmon Survey |
| 621473 | 2008 WT148               | 21 novembre 2014  | Pan-STARRS          |
| 621474 | 2008 WX148               | 9 febbraio 2016   | Pan-STARRS          |
| 621475 | 2008 WD149               | 20 novembre 2008  | Spacewatch          |
| 621476 | 2008 WK150               | 26 dicembre 2009  | Spacewatch          |
| 621477 | 2008 WQ152               | 21 novembre 2008  | Spacewatch          |
| 621478 | 2008 WZ153               | 24 settembre 2013 | Mount Lemmon Survey |
| 621479 | 2008 WB155               | 20 novembre 2008  | Spacewatch          |
| 621480 | 2008 WO160               | 24 novembre 2008  | Mount Lemmon Survey |
| 621481 | 2008 WC162               | 21 novembre 2008  | Spacewatch          |
| 621482 | 2008 XE26                | 24 settembre 2008 | Mount Lemmon Survey |
| 621483 | 2008 XG62                | 3 febbraio 2016   | Pan-STARRS          |
| 621484 | 2008 XW62                | 14 gennaio 2016   | Pan-STARRS          |
| 621485 | 2008 XZ63                | 1 dicembre 2008   | Spacewatch          |
| 621486 | 2008 XL64                | 23 dicembre 2017  | Pan-STARRS          |
| 621487 | 2008 YC21                | 21 dicembre 2008  | Mount Lemmon Survey |
| 621488 | 2008 YD22                | 21 dicembre 2008  | Mount Lemmon Survey |
| 621489 | 2008 YR30                | 20 novembre 2008  | Spacewatch          |
| 621490 | 2008 YZ44                | 1 dicembre 2008   | Mount Lemmon Survey |
| 621491 | 2008 YU68                | 31 dicembre 2008  | Mount Lemmon Survey |
| 621492 | 2008 YW84                | 20 febbraio 2015  | Pan-STARRS          |
| 621493 | 2008 YH111               | 31 dicembre 2008  | Spacewatch          |
| 621494 | 2008 YP136               | 30 dicembre 2008  | Spacewatch          |
| 621495 | 2008 YE165               | 30 dicembre 2008  | CSS                 |
| 621496 | 2008 YG178               | 30 dicembre 2008  | Mount Lemmon Survey |
| 621497 | 2008 YN178               | 21 dicembre 2008  | Mount Lemmon Survey |
| 621498 | 2008 YY181               | 18 novembre 2008  | Spacewatch          |
| 621499 | 2008 YP185               | 19 novembre 2016  | Mount Lemmon Survey |
| 621500 | 2008 YH186               | 21 dicembre 2008  | Mount Lemmon Survey |

## 621501–621600
| Nome   | Designazione provvisoria | Data di scoperta  | Scopritore                          |
| ------ | ------------------------ | ----------------- | ----------------------------------- |
| 621501 | 2009 AE23                | 3 gennaio 2009    | Spacewatch                          |
| 621502 | 2009 AZ31                | 30 dicembre 2008  | Mount Lemmon Survey                 |
| 621503 | 2009 AS65                | 15 gennaio 2009   | Spacewatch                          |
| 621504 | 2009 BT36                | 16 gennaio 2009   | Spacewatch                          |
| 621505 | 2009 BY114               | 15 gennaio 2009   | Spacewatch                          |
| 621506 | 2009 BZ117               | 30 gennaio 2009   | Spacewatch                          |
| 621507 | 2009 BO124               | 31 gennaio 2009   | Spacewatch                          |
| 621508 | 2009 BN157               | 31 gennaio 2009   | Spacewatch                          |
| 621509 | 2009 BZ170               | 16 gennaio 2009   | Spacewatch                          |
| 621510 | 2009 BB174               | 25 gennaio 2009   | Spacewatch                          |
| 621511 | 2009 BJ176               | 31 gennaio 2009   | Mount Lemmon Survey                 |
| 621512 | 2009 BA191               | 1 gennaio 2009    | Mount Lemmon Survey                 |
| 621513 | 2009 BY202               | 17 novembre 2014  | Pan-STARRS                          |
| 621514 | 2009 CB40                | 14 febbraio 2009  | Mount Lemmon Survey                 |
| 621515 | 2009 CH69                | 18 giugno 2013    | Pan-STARRS                          |
| 621516 | 2009 CX70                | 3 febbraio 2009   | Mount Lemmon Survey                 |
| 621517 | 2009 CQ71                | 2 febbraio 2009   | Mount Lemmon Survey                 |
| 621518 | 2009 CZ73                | 11 novembre 2013  | CSS                                 |
| 621519 | 2009 DX75                | 18 gennaio 2009   | Mount Lemmon Survey                 |
| 621520 | 2009 DX147               | 19 febbraio 2009  | Mount Lemmon Survey                 |
| 621521 | 2009 EA34                | 3 marzo 2009      | Spacewatch                          |
| 621522 | 2009 EB37                | 1 marzo 2009      | Spacewatch                          |
| 621523 | 2009 FD32                | 26 marzo 2009     | Alianza S4 Obs.                     |
| 621524 | 2009 FC35                | 13 febbraio 2002  | Spacewatch                          |
| 621525 | 2009 FF83                | 13 luglio 2013    | Pan-STARRS                          |
| 621526 | 2009 FX85                | 28 febbraio 2009  | Spacewatch                          |
| 621527 | 2009 FD87                | 31 marzo 2009     | Spacewatch                          |
| 621528 | 2009 FM88                | 4 settembre 2010  | Spacewatch                          |
| 621529 | 2009 FD95                | 29 marzo 2009     | Mount Lemmon Survey                 |
| 621530 | 2009 GK7                 | 27 giugno 2014    | Pan-STARRS                          |
| 621531 | 2009 HM18                | 19 aprile 2009    | Spacewatch                          |
| 621532 | 2009 HB26                | 26 febbraio 2009  | L. H. Wasserman                     |
| 621533 | 2009 HM56                | 21 aprile 2009    | Mount Lemmon Survey                 |
| 621534 | 2009 HP64                | 1 gennaio 2009    | Mount Lemmon Survey                 |
| 621535 | 2009 HE112               | 2 ottobre 2010    | Mount Lemmon Survey                 |
| 621536 | 2009 HW112               | 8 agosto 2013     | Spacewatch                          |
| 621537 | 2009 HY114               | 13 luglio 2013    | Pan-STARRS                          |
| 621538 | 2009 HC121               | 27 aprile 2009    | Mount Lemmon Survey                 |
| 621539 | 2009 HJ123               | 22 aprile 2009    | Mount Lemmon Survey                 |
| 621540 | 2009 JH13                | 1 maggio 2009     | Alianza S4 Obs.                     |
| 621541 | 2009 JZ16                | 23 aprile 2009    | Spacewatch                          |
| 621542 | 2009 JX19                | 9 agosto 2013     | Pan-STARRS                          |
| 621543 | 2009 JU21                | 23 marzo 2015     | Mount Lemmon Survey                 |
| 621544 | 2009 KQ11                | 27 agosto 2006    | Spacewatch                          |
| 621545 | 2009 KA21                | 13 ottobre 2006   | Spacewatch                          |
| 621546 | 2009 KP21                | 29 maggio 2009    | Mount Lemmon Survey                 |
| 621547 | 2009 MN2                 | 17 giugno 2009    | Spacewatch                          |
| 621548 | 2009 MM12                | 23 giugno 2009    | Mount Lemmon Survey                 |
| 621549 | 2009 OQ                  | 21 giugno 2009    | Mount Lemmon Survey                 |
| 621550 | 2009 OR5                 | 14 luglio 2009    | Spacewatch                          |
| 621551 | 2009 OH13                | 27 luglio 2009    | Spacewatch                          |
| 621552 | 2009 OW26                | 30 luglio 2009    | Spacewatch                          |
| 621553 | 2009 ON27                | 8 febbraio 2011   | Mount Lemmon Survey                 |
| 621554 | 2009 PM2                 | 28 luglio 2009    | Spacewatch                          |
| 621555 | 2009 PR3                 | 27 luglio 2009    | Osservatorio astronomico di Maiorca |
| 621556 | 2009 PF7                 | 15 agosto 2009    | Spacewatch                          |
| 621557 | 2009 PN11                | 15 agosto 2009    | Spacewatch                          |
| 621558 | 2009 PO14                | 15 agosto 2009    | Spacewatch                          |
| 621559 | 2009 PW17                | 15 agosto 2009    | Spacewatch                          |
| 621560 | 2009 PE23                | 17 ottobre 1995   | Spacewatch                          |
| 621561 | 2009 PA24                | 1 agosto 2009     | Spacewatch                          |
| 621562 | 2009 QT2                 | 16 agosto 2009    | Spacewatch                          |
| 621563 | 2009 QH11                | 13 agosto 2009    | G. Hug                              |
| 621564 | 2009 QH17                | 17 agosto 2009    | Spacewatch                          |
| 621565 | 2009 QQ19                | 14 giugno 2005    | Spacewatch                          |
| 621566 | 2009 QS23                | 16 agosto 2009    | Spacewatch                          |
| 621567 | 2009 QQ24                | 16 agosto 2009    | CSS                                 |
| 621568 | 2009 QA26                | 29 ottobre 2005   | Spacewatch                          |
| 621569 | 2009 QO26                | 4 luglio 2005     | AMOS                                |
| 621570 | 2009 QF33                | 30 luglio 2009    | Spacewatch                          |
| 621571 | 2009 QC40                | 20 agosto 2009    | Osservatorio astronomico di Maiorca |
| 621572 | 2009 QC43                | 16 agosto 2009    | Spacewatch                          |
| 621573 | 2009 QH43                | 15 agosto 2009    | Spacewatch                          |
| 621574 | 2009 QV45                | 15 agosto 2009    | Osservatorio astronomico di Maiorca |
| 621575 | 2009 QV52                | 26 agosto 2009    | OAM Obs.                            |
| 621576 | 2009 QW53                | 18 agosto 2009    | Spacewatch                          |
| 621577 | 2009 QC60                | 16 agosto 2009    | Spacewatch                          |
| 621578 | 2009 QC61                | 27 agosto 2009    | Spacewatch                          |
| 621579 | 2009 QJ63                | 16 agosto 2009    | Spacewatch                          |
| 621580 | 2009 QT64                | 19 agosto 2009    | Osservatorio astronomico di Maiorca |
| 621581 | 2009 QM66                | 17 agosto 2009    | Spacewatch                          |
| 621582 | 2009 QA67                | 14 luglio 2013    | Pan-STARRS                          |
| 621583 | 2009 QH71                | 27 agosto 2009    | Spacewatch                          |
| 621584 | 2009 QK73                | 16 agosto 2009    | Spacewatch                          |
| 621585 | 2009 QE78                | 27 agosto 2009    | Spacewatch                          |
| 621586 | 2009 RC11                | 11 luglio 2005    | Spacewatch                          |
| 621587 | 2009 RO14                | 12 settembre 2009 | Spacewatch                          |
| 621588 | 2009 RH38                | 15 settembre 2009 | Spacewatch                          |
| 621589 | 2009 RY54                | 15 settembre 2009 | Spacewatch                          |
| 621590 | 2009 RD76                | 15 settembre 2009 | Spacewatch                          |
| 621591 | 2009 SD12                | 27 agosto 2009    | Spacewatch                          |
| 621592 | 2009 SF14                | 3 agosto 2016     | Pan-STARRS                          |
| 621593 | 2009 SR24                | 16 settembre 2009 | Spacewatch                          |
| 621594 | 2009 SA30                | 16 settembre 2009 | Spacewatch                          |
| 621595 | 2009 SE45                | 16 settembre 2009 | Spacewatch                          |
| 621596 | 2009 SJ51                | 17 settembre 2009 | Mount Lemmon Survey                 |
| 621597 | 2009 SH57                | 17 settembre 2009 | Spacewatch                          |
| 621598 | 2009 SY84                | 18 settembre 2009 | Mount Lemmon Survey                 |
| 621599 | 2009 SB93                | 18 agosto 2009    | CSS                                 |
| 621600 | 2009 SE117               | 18 settembre 2009 | Spacewatch                          |

## 621601–621700
| Nome   | Designazione provvisoria | Data di scoperta  | Scopritore           |
| ------ | ------------------------ | ----------------- | -------------------- |
| 621601 | 2009 SA124               | 18 settembre 2009 | Spacewatch           |
| 621602 | 2009 SN133               | 18 settembre 2009 | Spacewatch           |
| 621603 | 2009 SM153               | 12 settembre 2009 | Spacewatch           |
| 621604 | 2009 SH159               | 20 settembre 2009 | Spacewatch           |
| 621605 | 2009 SS159               | 20 settembre 2009 | Spacewatch           |
| 621606 | 2009 SA167               | 22 settembre 2009 | Spacewatch           |
| 621607 | 2009 SG173               | 18 settembre 2009 | Spacewatch           |
| 621608 | 2009 SF176               | 19 settembre 2009 | Mount Lemmon Survey  |
| 621609 | 2009 SX189               | 18 settembre 2009 | Spacewatch           |
| 621610 | 2009 SB193               | 22 settembre 2009 | Spacewatch           |
| 621611 | 2009 SB194               | 22 settembre 2009 | Spacewatch           |
| 621612 | 2009 SR204               | 22 settembre 2009 | Spacewatch           |
| 621613 | 2009 SU204               | 22 settembre 2009 | Spacewatch           |
| 621614 | 2009 SO210               | 15 settembre 2009 | Spacewatch           |
| 621615 | 2009 SF216               | 24 settembre 2009 | Spacewatch           |
| 621616 | 2009 ST221               | 25 settembre 2009 | Mount Lemmon Survey  |
| 621617 | 2009 SG226               | 26 settembre 2009 | Mount Lemmon Survey  |
| 621618 | 2009 SW228               | 27 settembre 2009 | Mount Lemmon Survey  |
| 621619 | 2009 SP229               | 16 settembre 2009 | Spacewatch           |
| 621620 | 2009 SR244               | 27 agosto 2005    | Spacewatch           |
| 621621 | 2009 SE249               | 17 settembre 2009 | Spacewatch           |
| 621622 | 2009 SE266               | 30 luglio 2005    | NEAT                 |
| 621623 | 2009 SG269               | 29 agosto 2009    | CSS                  |
| 621624 | 2009 SS271               | 16 settembre 2009 | Spacewatch           |
| 621625 | 2009 SP277               | 1 agosto 2009     | Spacewatch           |
| 621626 | 2009 SX289               | 17 settembre 2009 | Spacewatch           |
| 621627 | 2009 SJ298               | 29 settembre 2009 | Spacewatch           |
| 621628 | 2009 SQ317               | 19 settembre 2009 | Spacewatch           |
| 621629 | 2009 SC331               | 16 agosto 2009    | Spacewatch           |
| 621630 | 2009 SR331               | 19 settembre 2009 | Mount Lemmon Survey  |
| 621631 | 2009 SY341               | 16 settembre 2009 | Spacewatch           |
| 621632 | 2009 SH345               | 18 settembre 2009 | Spacewatch           |
| 621633 | 2009 SF363               | 16 settembre 2009 | Spacewatch           |
| 621634 | 2009 SA372               | 16 settembre 2009 | Spacewatch           |
| 621635 | 2009 SV384               | 4 gennaio 2016    | Pan-STARRS           |
| 621636 | 2009 SC390               | 28 agosto 2014    | Pan-STARRS           |
| 621637 | 2009 SL390               | 14 dicembre 2010  | Mount Lemmon Survey  |
| 621638 | 2009 SM390               | 21 settembre 2009 | Mount Lemmon Survey  |
| 621639 | 2009 SU394               | 28 settembre 2009 | Spacewatch           |
| 621640 | 2009 SJ399               | 19 settembre 2009 | Mount Lemmon Survey  |
| 621641 | 2009 ST404               | 21 settembre 2009 | Spacewatch           |
| 621642 | 2009 SU406               | 29 settembre 2009 | Mount Lemmon Survey  |
| 621643 | 2009 SH408               | 30 agosto 2005    | Spacewatch           |
| 621644 | 2009 TS24                | 18 settembre 2009 | Spacewatch           |
| 621645 | 2009 TO53                | 14 ottobre 2009   | Mount Lemmon Survey  |
| 621646 | 2009 TS54                | 14 ottobre 2009   | PMO NEO              |
| 621647 | 2009 UQ22                | 17 ottobre 2009   | Mount Lemmon Survey  |
| 621648 | 2009 UK31                | 18 ottobre 2009   | Mount Lemmon Survey  |
| 621649 | 2009 UP66                | 17 ottobre 2009   | Mount Lemmon Survey  |
| 621650 | 2009 UU67                | 21 settembre 2009 | Spacewatch           |
| 621651 | 2009 UU80                | 22 ottobre 2009   | CSS                  |
| 621652 | 2009 UQ93                | 22 ottobre 2009   | Mount Lemmon Survey  |
| 621653 | 2009 UQ119               | 14 ottobre 2009   | Mount Lemmon Survey  |
| 621654 | 2009 UU124               | 13 settembre 2005 | Spacewatch           |
| 621655 | 2009 UV128               | 26 ottobre 2009   | A. Asami, S. Okumura |
| 621656 | 2009 UP159               | 23 ottobre 2009   | Spacewatch           |
| 621657 | 2009 UY165               | 16 settembre 2009 | Mount Lemmon Survey  |
| 621658 | 2009 UY166               | 16 ottobre 2009   | Mount Lemmon Survey  |
| 621659 | 2009 UC167               | 22 settembre 2009 | Mount Lemmon Survey  |
| 621660 | 2009 US170               | 23 ottobre 2009   | Mount Lemmon Survey  |
| 621661 | 2009 UO172               | 7 giugno 2013     | Pan-STARRS           |
| 621662 | 2009 VC30                | 9 novembre 2009   | Mount Lemmon Survey  |
| 621663 | 2009 VW40                | 10 novembre 2009  | Alianza S4 Obs.      |
| 621664 | 2009 VW108               | 23 ottobre 2009   | Mount Lemmon Survey  |
| 621665 | 2009 VX119               | 9 novembre 2009   | CSS                  |
| 621666 | 2009 VE121               | 6 novembre 2009   | CSS                  |
| 621667 | 2009 VT127               | 9 novembre 2009   | Spacewatch           |
| 621668 | 2009 WH7                 | 10 novembre 2009  | CSS                  |
| 621669 | 2009 WZ10                | 19 novembre 2009  | Mount Lemmon Survey  |
| 621670 | 2009 WX13                | 16 novembre 2009  | Mount Lemmon Survey  |
| 621671 | 2009 WD21                | 25 agosto 2005    | NEAT                 |
| 621672 | 2009 WS22                | 18 novembre 2009  | Mount Lemmon Survey  |
| 621673 | 2009 WU22                | 18 novembre 2009  | Mount Lemmon Survey  |
| 621674 | 2009 WW38                | 8 novembre 2009   | Spacewatch           |
| 621675 | 2009 WO55                | 6 agosto 2005     | NEAT                 |
| 621676 | 2009 WJ66                | 23 ottobre 2009   | Mount Lemmon Survey  |
| 621677 | 2009 WT92                | 30 luglio 2008    | SSS                  |
| 621678 | 2009 WD102               | 13 dicembre 2004  | Spacewatch           |
| 621679 | 2009 WM109               | 17 novembre 2009  | Mount Lemmon Survey  |
| 621680 | 2009 WG113               | 25 settembre 2009 | Spacewatch           |
| 621681 | 2009 WV140               | 18 novembre 2009  | Mount Lemmon Survey  |
| 621682 | 2009 WP142               | 26 ottobre 2009   | Mount Lemmon Survey  |
| 621683 | 2009 WT149               | 14 ottobre 2009   | Mount Lemmon Survey  |
| 621684 | 2009 WZ149               | 19 novembre 2009  | Mount Lemmon Survey  |
| 621685 | 2009 WK160               | 14 ottobre 2009   | CSS                  |
| 621686 | 2009 WM179               | 23 novembre 2009  | Spacewatch           |
| 621687 | 2009 WA229               | 17 novembre 2009  | Mount Lemmon Survey  |
| 621688 | 2009 WP235               | 28 settembre 2003 | Spacewatch           |
| 621689 | 2009 WR244               | 30 novembre 2003  | Spacewatch           |
| 621690 | 2009 WP261               | 16 novembre 2009  | LINEAR               |
| 621691 | 2009 WF266               | 23 ottobre 2009   | Mount Lemmon Survey  |
| 621692 | 2009 WD272               | 5 gennaio 2014    | Spacewatch           |
| 621693 | 2009 WQ278               | 5 luglio 2003     | Spacewatch           |
| 621694 | 2009 WX278               | 18 ottobre 2003   | SDSS Collaboration   |
| 621695 | 2009 WQ281               | 24 ottobre 2009   | Spacewatch           |
| 621696 | 2009 WN282               | 31 gennaio 2017   | Pan-STARRS           |
| 621697 | 2009 WP290               | 20 novembre 2009  | Spacewatch           |
| 621698 | 2009 WY290               | 23 novembre 2009  | Mount Lemmon Survey  |
| 621699 | 2009 YP29                | 18 gennaio 2016   | Pan-STARRS           |
| 621700 | 2010 AU154               | 22 settembre 2012 | Mount Lemmon Survey  |

## 621701–621800
| Nome   | Designazione provvisoria | Data di scoperta  | Scopritore                          |
| ------ | ------------------------ | ----------------- | ----------------------------------- |
| 621701 | 2010 AV163               | 12 gennaio 2010   | Spacewatch                          |
| 621702 | 2010 BT1                 | 18 gennaio 2010   | C. Rinner, F. Kugel                 |
| 621703 | 2010 CT29                | 26 gennaio 2006   | Spacewatch                          |
| 621704 | 2010 CR56                | 12 febbraio 2010  | LINEAR                              |
| 621705 | 2010 CF67                | 21 dicembre 2005  | Spacewatch                          |
| 621706 | 2010 CN112               | 6 settembre 2008  | Mount Lemmon Survey                 |
| 621707 | 2010 CF154               | 15 febbraio 2010  | Spacewatch                          |
| 621708 | 2010 DQ43                | 17 febbraio 2010  | Spacewatch                          |
| 621709 | 2010 DP96                | 28 giugno 2015    | Pan-STARRS                          |
| 621710 | 2010 DR109               | 16 maggio 2012    | Pan-STARRS                          |
| 621711 | 2010 DM113               | 3 marzo 2016      | Mount Lemmon Survey                 |
| 621712 | 2010 EE98                | 2 giugno 2002     | NEAT                                |
| 621713 | 2010 FM91                | 16 marzo 2010     | Mount Lemmon Survey                 |
| 621714 | 2010 FB131               | 24 agosto 2012    | Spacewatch                          |
| 621715 | 2010 FW141               | 10 marzo 2014     | Spacewatch                          |
| 621716 | 2010 FK143               | 19 marzo 2010     | Mount Lemmon Survey                 |
| 621717 | 2010 GT97                | 8 aprile 2010     | Spacewatch                          |
| 621718 | 2010 GC191               | 10 agosto 2016    | Pan-STARRS                          |
| 621719 | 2010 GM199               | 10 aprile 2010    | Mount Lemmon Survey                 |
| 621720 | 2010 GB205               | 6 febbraio 2014   | Mount Lemmon Survey                 |
| 621721 | 2010 GV205               | 6 aprile 2010     | Mount Lemmon Survey                 |
| 621722 | 2010 GB207               | 9 aprile 2010     | Spacewatch                          |
| 621723 | 2010 HP79                | 14 aprile 2010    | Spacewatch                          |
| 621724 | 2010 JV43                | 31 gennaio 2009   | Spacewatch                          |
| 621725 | 2010 JZ78                | 11 maggio 2010    | Spacewatch                          |
| 621726 | 2010 JU82                | 13 maggio 2010    | Mount Lemmon Survey                 |
| 621727 | 2010 JD160               | 5 maggio 2010     | Mount Lemmon Survey                 |
| 621728 | 2010 JY164               | 7 ottobre 2004    | Spacewatch                          |
| 621729 | 2010 JN213               | 16 giugno 2015    | Pan-STARRS                          |
| 621730 | 2010 KZ7                 | 6 novembre 2002   | LONEOS                              |
| 621731 | 2010 LQ60                | 20 aprile 2010    | Mount Lemmon Survey                 |
| 621732 | 2010 LO112               | 13 giugno 2010    | CSS                                 |
| 621733 | 2010 MB4                 | 19 giugno 2010    | Mount Lemmon Survey                 |
| 621734 | 2010 MK137               | 13 aprile 2013    | Pan-STARRS                          |
| 621735 | 2010 ND                  | 3 luglio 2010     | Alianza S4 Obs.                     |
| 621736 | 2010 NC5                 | 19 giugno 2010    | Mount Lemmon Survey                 |
| 621737 | 2010 NP5                 | 14 luglio 2010    | Osservatorio astronomico di Maiorca |
| 621738 | 2010 NT128               | 24 agosto 2012    | Spacewatch                          |
| 621739 | 2010 NK132               | 9 settembre 2015  | Pan-STARRS                          |
| 621740 | 2010 NW133               | 15 giugno 2015    | Pan-STARRS                          |
| 621741 | 2010 OW151               | 24 marzo 2014     | Pan-STARRS                          |
| 621742 | 2010 PU10                | 6 luglio 2010     | Spacewatch                          |
| 621743 | 2010 PE23                | 19 luglio 2010    | Osservatorio astronomico di Maiorca |
| 621744 | 2010 PJ74                | 13 settembre 2007 | Mount Lemmon Survey                 |
| 621745 | 2010 QO5                 | 17 novembre 2006  | Mount Lemmon Survey                 |
| 621746 | 2010 QP7                 | 19 agosto 2010    | PMO NEO                             |
| 621747 | 2010 QG8                 | 19 agosto 2010    | Spacewatch                          |
| 621748 | 2010 RK2                 | 30 agosto 2010    | Osservatorio astronomico di Maiorca |
| 621749 | 2010 RJ5                 | 1 settembre 2010  | ESA OGS                             |
| 621750 | 2010 RO7                 | 3 marzo 2009      | Mount Lemmon Survey                 |
| 621751 | 2010 RK8                 | 2 settembre 2010  | Mount Lemmon Survey                 |
| 621752 | 2010 RM13                | 1 settembre 2010  | Mount Lemmon Survey                 |
| 621753 | 2010 RG14                | 1 settembre 2010  | LINEAR                              |
| 621754 | 2010 RO17                | 25 maggio 2003    | Spacewatch                          |
| 621755 | 2010 RN53                | 3 settembre 2010  | Mount Lemmon Survey                 |
| 621756 | 2010 RS63                | 6 settembre 2010  | Osservatorio astronomico di Maiorca |
| 621757 | 2010 RX102               | 26 agosto 2000    | R. Millis, L. H. Wasserman          |
| 621758 | 2010 RA107               | 19 settembre 2001 | Spacewatch                          |
| 621759 | 2010 RM109               | 11 settembre 2010 | CSS                                 |
| 621760 | 2010 RO116               | 11 settembre 2010 | Spacewatch                          |
| 621761 | 2010 RQ118               | 11 settembre 2010 | Spacewatch                          |
| 621762 | 2010 RF123               | 9 settembre 2010  | Spacewatch                          |
| 621763 | 2010 RZ130               | 10 settembre 2010 | Mount Lemmon Survey                 |
| 621764 | 2010 RZ131               | 13 dicembre 2006  | Mount Lemmon Survey                 |
| 621765 | 2010 RR141               | 14 settembre 2010 | Spacewatch                          |
| 621766 | 2010 RU144               | 5 luglio 2003     | Spacewatch                          |
| 621767 | 2010 RX146               | 14 settembre 2010 | Spacewatch                          |
| 621768 | 2010 RQ159               | 18 gennaio 2009   | Mount Lemmon Survey                 |
| 621769 | 2010 RA163               | 5 settembre 2010  | Spacewatch                          |
| 621770 | 2010 RC169               | 2 settembre 2010  | Mount Lemmon Survey                 |
| 621771 | 2010 RC181               | 21 maggio 2006    | Spacewatch                          |
| 621772 | 2010 RA182               | 9 ottobre 2010    | CSS                                 |
| 621773 | 2010 RS189               | 11 settembre 2010 | Mount Lemmon Survey                 |
| 621774 | 2010 RX195               | 21 giugno 2014    | Mount Lemmon Survey                 |
| 621775 | 2010 RD199               | 18 gennaio 2012   | Mount Lemmon Survey                 |
| 621776 | 2010 RR199               | 3 gennaio 2017    | Pan-STARRS                          |
| 621777 | 2010 RO210               | 15 settembre 2010 | Mount Lemmon Survey                 |
| 621778 | 2010 SL22                | 29 settembre 2010 | Mount Lemmon Survey                 |
| 621779 | 2010 SP22                | 17 settembre 2010 | Mount Lemmon Survey                 |
| 621780 | 2010 SJ28                | 18 settembre 2010 | Spacewatch                          |
| 621781 | 2010 SR52                | 8 agosto 2005     | Cerro Tololo Obs.                   |
| 621782 | 2010 TT11                | 15 giugno 2010    | Mount Lemmon Survey                 |
| 621783 | 2010 TP25                | 30 agosto 2005    | NEAT                                |
| 621784 | 2010 TH50                | 4 luglio 2014     | Pan-STARRS                          |
| 621785 | 2010 TX63                | 7 ottobre 2010    | Spacewatch                          |
| 621786 | 2010 TK71                | 14 settembre 2010 | Spacewatch                          |
| 621787 | 2010 TP75                | 27 agosto 2005    | NEAT                                |
| 621788 | 2010 TO100               | 1 ottobre 2010    | Spacewatch                          |
| 621789 | 2010 TO136               | 28 agosto 2005    | Spacewatch                          |
| 621790 | 2010 TK147               | 30 aprile 2009    | Mount Lemmon Survey                 |
| 621791 | 2010 TL169               | 11 ottobre 2010   | Mount Lemmon Survey                 |
| 621792 | 2010 TQ171               | 13 ottobre 2010   | CSS                                 |
| 621793 | 2010 TM174               | 11 ottobre 2010   | CSS                                 |
| 621794 | 2010 TW174               | 18 luglio 2005    | NEAT                                |
| 621795 | 2010 TQ205               | 11 ottobre 2010   | K. Sárneczky                        |
| 621796 | 2010 TW208               | 20 agosto 2014    | Pan-STARRS                          |
| 621797 | 2010 TX211               | 1 ottobre 2010    | Mount Lemmon Survey                 |
| 621798 | 2010 TW217               | 13 ottobre 2010   | Mount Lemmon Survey                 |
| 621799 | 2010 UN54                | 16 settembre 2010 | Mount Lemmon Survey                 |
| 621800 | 2010 UN73                | 29 ottobre 2010   | Mount Lemmon Survey                 |

## 621801–621900
| Nome   | Designazione provvisoria | Data di scoperta  | Scopritore                          |
| ------ | ------------------------ | ----------------- | ----------------------------------- |
| 621801 | 2010 UA106               | 3 novembre 2010   | Mount Lemmon Survey                 |
| 621802 | 2010 UO110               | 17 ottobre 2010   | Spacewatch                          |
| 621803 | 2010 UR122               | 30 ottobre 2010   | Mount Lemmon Survey                 |
| 621804 | 2010 VM3                 | 1 novembre 2010   | Mount Lemmon Survey                 |
| 621805 | 2010 VM38                | 5 novembre 2010   | Osservatorio astronomico di Maiorca |
| 621806 | 2010 VH77                | 2 novembre 2010   | Mount Lemmon Survey                 |
| 621807 | 2010 VX89                | 25 settembre 2005 | Spacewatch                          |
| 621808 | 2010 VX164               | 13 ottobre 2001   | NEAT                                |
| 621809 | 2010 VE169               | 10 novembre 2010  | Mount Lemmon Survey                 |
| 621810 | 2010 VR174               | 11 novembre 2010  | Spacewatch                          |
| 621811 | 2010 VU174               | 27 giugno 2001    | NEAT                                |
| 621812 | 2010 VX203               | 7 settembre 2010  | Z. Kuli                             |
| 621813 | 2010 VY211               | 11 aprile 2005    | Kitt Peak Obs.                      |
| 621814 | 2010 VP244               | 10 ottobre 2015   | Pan-STARRS                          |
| 621815 | 2010 VG250               | 14 novembre 2010  | Mount Lemmon Survey                 |
| 621816 | 2010 VX255               | 13 novembre 2010  | Mount Lemmon Survey                 |
| 621817 | 2010 WR50                | 28 novembre 2010  | Spacewatch                          |
| 621818 | 2010 WD54                | 2 novembre 2010   | Spacewatch                          |
| 621819 | 2010 WU62                | 20 ottobre 2003   | Spacewatch                          |
| 621820 | 2010 WE71                | 30 novembre 2010  | Mount Lemmon Survey                 |
| 621821 | 2010 XK8                 | 2 dicembre 2010   | Mount Lemmon Survey                 |
| 621822 | 2010 XJ14                | 1 settembre 2005  | Spacewatch                          |
| 621823 | 2010 XU53                | 7 ottobre 1996    | Spacewatch                          |
| 621824 | 2010 XL59                | 8 dicembre 2010   | Spacewatch                          |
| 621825 | 2010 XZ70                | 13 novembre 2010  | Mount Lemmon Survey                 |
| 621826 | 2010 XF76                | 3 dicembre 2010   | Mount Lemmon Survey                 |
| 621827 | 2010 XD97                | 27 marzo 2012     | Mount Lemmon Survey                 |
| 621828 | 2010 XQ97                | 27 giugno 2014    | Pan-STARRS                          |
| 621829 | 2010 XA107               | 14 dicembre 2010  | Mount Lemmon Survey                 |
| 621830 | 2010 XA110               | 5 dicembre 2010   | Mount Lemmon Survey                 |
| 621831 | 2010 XV115               | 2 dicembre 2010   | Mount Lemmon Survey                 |
| 621832 | 2010 YL6                 | 16 maggio 2013    | Mount Lemmon Survey                 |
| 621833 | 2011 AW14                | 8 gennaio 2011    | Mount Lemmon Survey                 |
| 621834 | 2011 AO71                | 14 gennaio 2011   | Mount Lemmon Survey                 |
| 621835 | 2011 AU85                | 11 gennaio 2011   | Mount Lemmon Survey                 |
| 621836 | 2011 AY89                | 27 febbraio 2012  | Pan-STARRS                          |
| 621837 | 2011 AU91                | 23 agosto 2014    | Pan-STARRS                          |
| 621838 | 2011 AN99                | 14 gennaio 2011   | Mount Lemmon Survey                 |
| 621839 | 2011 AX99                | 14 gennaio 2011   | Mount Lemmon Survey                 |
| 621840 | 2011 AA104               | 5 gennaio 2011    | Mount Lemmon Survey                 |
| 621841 | 2011 BC29                | 26 gennaio 2011   | Mount Lemmon Survey                 |
| 621842 | 2011 BW80                | 8 dicembre 2010   | Mount Lemmon Survey                 |
| 621843 | 2011 BE87                | 14 gennaio 2011   | Spacewatch                          |
| 621844 | 2011 BC128               | 28 gennaio 2011   | Mount Lemmon Survey                 |
| 621845 | 2011 BS136               | 15 gennaio 2011   | Mount Lemmon Survey                 |
| 621846 | 2011 BS153               | 2 febbraio 2011   | Spacewatch                          |
| 621847 | 2011 BV181               | 29 ottobre 2014   | Pan-STARRS                          |
| 621848 | 2011 BJ194               | 28 gennaio 2011   | Mount Lemmon Survey                 |
| 621849 | 2011 BA199               | 28 gennaio 2011   | Mount Lemmon Survey                 |
| 621850 | 2011 CO13                | 5 febbraio 2011   | Mount Lemmon Survey                 |
| 621851 | 2011 CX20                | 27 gennaio 2011   | Mount Lemmon Survey                 |
| 621852 | 2011 CM93                | 2 marzo 2011      | Mount Lemmon Survey                 |
| 621853 | 2011 CJ96                | 5 febbraio 2011   | Pan-STARRS                          |
| 621854 | 2011 CW100               | 5 febbraio 2011   | Pan-STARRS                          |
| 621855 | 2011 CS124               | 26 febbraio 2011  | Mount Lemmon Survey                 |
| 621856 | 2011 CL146               | 7 febbraio 2011   | Mount Lemmon Survey                 |
| 621857 | 2011 DC22                | 26 febbraio 2011  | Mount Lemmon Survey                 |
| 621858 | 2011 DY53                | 25 febbraio 2011  | Mount Lemmon Survey                 |
| 621859 | 2011 EF5                 | 1 marzo 2011      | Mount Lemmon Survey                 |
| 621860 | 2011 EB71                | 1 marzo 2011      | CSS                                 |
| 621861 | 2011 EY90                | 11 marzo 2011     | Pan-STARRS                          |
| 621862 | 2011 FJ116               | 2 aprile 2011     | Mount Lemmon Survey                 |
| 621863 | 2011 FQ160               | 22 marzo 2015     | Mount Lemmon Survey                 |
| 621864 | 2011 FQ165               | 24 agosto 2012    | Spacewatch                          |
| 621865 | 2011 GG92                | 28 novembre 2013  | Mount Lemmon Survey                 |
| 621866 | 2011 GK93                | 12 aprile 2011    | Mount Lemmon Survey                 |
| 621867 | 2011 GU93                | 2 aprile 2011     | Mount Lemmon Survey                 |
| 621868 | 2011 HE43                | 6 aprile 2011     | Mount Lemmon Survey                 |
| 621869 | 2011 HA106               | 23 aprile 2011    | Spacewatch                          |
| 621870 | 2011 JG23                | 1 maggio 2011     | Pan-STARRS                          |
| 621871 | 2011 JJ36                | 26 novembre 2014  | Pan-STARRS                          |
| 621872 | 2011 JP36                | 9 maggio 2011     | Spacewatch                          |
| 621873 | 2011 KY21                | 24 maggio 2011    | Pan-STARRS                          |
| 621874 | 2011 KR50                | 24 luglio 2003    | NEAT                                |
| 621875 | 2011 KX53                | 23 aprile 2015    | Pan-STARRS                          |
| 621876 | 2011 KM54                | 14 ottobre 2012   | Spacewatch                          |
| 621877 | 2011 LB                  | 2 giugno 2011     | Pan-STARRS                          |
| 621878 | 2011 LW7                 | 5 giugno 2011     | Spacewatch                          |
| 621879 | 2011 LA12                | 18 novembre 2007  | Spacewatch                          |
| 621880 | 2011 LP22                | 4 giugno 2011     | Mount Lemmon Survey                 |
| 621881 | 2011 LA31                | 12 giugno 2011    | Mount Lemmon Survey                 |
| 621882 | 2011 LP32                | 6 giugno 2011     | Mount Lemmon Survey                 |
| 621883 | 2011 LZ32                | 31 marzo 2015     | Pan-STARRS                          |
| 621884 | 2011 MS13                | 25 aprile 2015    | Pan-STARRS                          |
| 621885 | 2011 OB31                | 28 luglio 2011    | Pan-STARRS                          |
| 621886 | 2011 ON48                | 14 settembre 2007 | Mount Lemmon Survey                 |
| 621887 | 2011 ON65                | 28 luglio 2011    | Pan-STARRS                          |
| 621888 | 2011 OL69                | 22 ottobre 2016   | Mount Lemmon Survey                 |
| 621889 | 2011 OP70                | 26 luglio 2011    | Pan-STARRS                          |
| 621890 | 2011 PO1                 | 4 agosto 2011     | Pan-STARRS                          |
| 621891 | 2011 PY1                 | 30 luglio 2011    | Osservatorio astronomico di Maiorca |
| 621892 | 2011 PE15                | 2 agosto 2003     | AMOS                                |
| 621893 | 2011 PT19                | 22 gennaio 2013   | Mount Lemmon Survey                 |
| 621894 | 2011 PG21                | 2 agosto 2011     | Pan-STARRS                          |
| 621895 | 2011 PJ22                | 2 agosto 2011     | Pan-STARRS                          |
| 621896 | 2011 PC23                | 6 agosto 2011     | Pan-STARRS                          |
| 621897 | 2011 QX1                 | 10 agosto 2011    | Pan-STARRS                          |
| 621898 | 2011 QC6                 | 23 agosto 2003    | NEAT                                |
| 621899 | 2011 QV15                | 23 agosto 2011    | Pan-STARRS                          |
| 621900 | 2011 QX23                | 5 agosto 2011     | Osservatorio astronomico di Maiorca |

## 621901–622000
| Nome   | Designazione provvisoria | Data di scoperta  | Scopritore                          |
| ------ | ------------------------ | ----------------- | ----------------------------------- |
| 621901 | 2011 QX24                | 20 agosto 2011    | Pan-STARRS                          |
| 621902 | 2011 QL26                | 11 ottobre 2007   | Spacewatch                          |
| 621903 | 2011 QJ52                | 28 agosto 2011    | Pan-STARRS                          |
| 621904 | 2011 QG98                | 25 settembre 2011 | L. Bernasconi                       |
| 621905 | 2011 QB108               | 11 dicembre 2014  | Mount Lemmon Survey                 |
| 621906 | 2011 RD4                 | 2 novembre 2007   | Spacewatch                          |
| 621907 | 2011 RH8                 | 10 settembre 2007 | Mount Lemmon Survey                 |
| 621908 | 2011 RU15                | 4 ottobre 2007    | Spacewatch                          |
| 621909 | 2011 RK22                | 2 settembre 2011  | Pan-STARRS                          |
| 621910 | 2011 SJ7                 | 18 settembre 2011 | Mount Lemmon Survey                 |
| 621911 | 2011 SB16                | 19 settembre 2011 | Mount Lemmon Survey                 |
| 621912 | 2011 SS23                | 19 settembre 2011 | Osservatorio astronomico di Maiorca |
| 621913 | 2011 SS24                | 9 giugno 2011     | Pan-STARRS                          |
| 621914 | 2011 SN29                | 20 settembre 2011 | Spacewatch                          |
| 621915 | 2011 SU35                | 20 settembre 2011 | Spacewatch                          |
| 621916 | 2011 SE37                | 8 agosto 2002     | NEAT                                |
| 621917 | 2011 SQ57                | 20 ottobre 2007   | Mount Lemmon Survey                 |
| 621918 | 2011 SJ64                | 16 novembre 2003  | Spacewatch                          |
| 621919 | 2011 SY98                | 9 aprile 2010     | Spacewatch                          |
| 621920 | 2011 SX104               | 15 novembre 2007  | Mount Lemmon Survey                 |
| 621921 | 2011 SR105               | 2 settembre 2011  | L. Elenin                           |
| 621922 | 2011 SR115               | 21 settembre 2011 | Pan-STARRS                          |
| 621923 | 2011 SH127               | 23 settembre 2011 | Pan-STARRS                          |
| 621924 | 2011 SD145               | 4 settembre 2011  | Pan-STARRS                          |
| 621925 | 2011 SK157               | 27 febbraio 2009  | Spacewatch                          |
| 621926 | 2011 SX158               | 30 ottobre 2007   | Spacewatch                          |
| 621927 | 2011 SZ165               | 26 settembre 2011 | Osservatorio astronomico di Maiorca |
| 621928 | 2011 SQ191               | 8 agosto 2002     | NEAT                                |
| 621929 | 2011 SD202               | 11 ottobre 2007   | Mount Lemmon Survey                 |
| 621930 | 2011 SU212               | 27 agosto 2011    | K. Sárneczky                        |
| 621931 | 2011 SH215               | 9 luglio 2011     | Pan-STARRS                          |
| 621932 | 2011 SD218               | 24 settembre 2011 | Pan-STARRS                          |
| 621933 | 2011 SP218               | 25 settembre 2011 | Pan-STARRS                          |
| 621934 | 2011 SR219               | 4 settembre 2011  | Pan-STARRS                          |
| 621935 | 2011 SW254               | 21 settembre 2011 | CSS                                 |
| 621936 | 2011 SE258               | 10 ottobre 2007   | Spacewatch                          |
| 621937 | 2011 SJ265               | 20 settembre 2011 | Spacewatch                          |
| 621938 | 2011 SG268               | 8 novembre 2007   | Spacewatch                          |
| 621939 | 2011 SC272               | 13 settembre 2007 | Mount Lemmon Survey                 |
| 621940 | 2011 SY280               | 29 settembre 2011 | Mount Lemmon Survey                 |
| 621941 | 2011 SC289               | 24 settembre 2011 | Mount Lemmon Survey                 |
| 621942 | 2011 SE309               | 24 settembre 2011 | Spacewatch                          |
| 621943 | 2011 SO319               | 23 settembre 2011 | Pan-STARRS                          |
| 621944 | 2011 TL7                 | 30 settembre 2011 | Spacewatch                          |
| 621945 | 2011 UQ6                 | 21 aprile 2009    | Spacewatch                          |
| 621946 | 2011 UL19                | 19 ottobre 2011   | Mount Lemmon Survey                 |
| 621947 | 2011 UU35                | 19 ottobre 2011   | Mount Lemmon Survey                 |
| 621948 | 2011 UF46                | 3 settembre 2002  | NEAT                                |
| 621949 | 2011 UP50                | 18 ottobre 2011   | Spacewatch                          |
| 621950 | 2011 UD52                | 18 ottobre 2011   | Spacewatch                          |
| 621951 | 2011 UV55                | 24 settembre 2011 | Mount Lemmon Survey                 |
| 621952 | 2011 UB80                | 19 novembre 2007  | Spacewatch                          |
| 621953 | 2011 UY85                | 28 settembre 2011 | Spacewatch                          |
| 621954 | 2011 UY88                | 3 agosto 2002     | NEAT                                |
| 621955 | 2011 UC110               | 19 ottobre 2011   | Pan-STARRS                          |
| 621956 | 2011 UF112               | 9 ottobre 2007    | Mount Lemmon Survey                 |
| 621957 | 2011 UN114               | 18 ottobre 2011   | Mount Lemmon Survey                 |
| 621958 | 2011 UU124               | 19 ottobre 2011   | Mount Lemmon Survey                 |
| 621959 | 2011 UL141               | 28 settembre 2011 | Spacewatch                          |
| 621960 | 2011 UL149               | 18 novembre 2007  | Spacewatch                          |
| 621961 | 2011 UW188               | 26 ottobre 2011   | Pan-STARRS                          |
| 621962 | 2011 UG190               | 17 gennaio 2004   | NEAT                                |
| 621963 | 2011 UK196               | 29 settembre 2011 | Mount Lemmon Survey                 |
| 621964 | 2011 UV204               | 20 ottobre 2011   | CSS                                 |
| 621965 | 2011 UJ217               | 24 ottobre 2011   | Mount Lemmon Survey                 |
| 621966 | 2011 UZ231               | 22 settembre 2011 | Spacewatch                          |
| 621967 | 2011 UF234               | 21 marzo 2010     | Mount Lemmon Survey                 |
| 621968 | 2011 UN245               | 20 agosto 2002    | NEAT                                |
| 621969 | 2011 UD250               | 26 ottobre 2011   | Pan-STARRS                          |
| 621970 | 2011 UU263               | 24 settembre 2011 | Pan-STARRS                          |
| 621971 | 2011 UO280               | 24 ottobre 2011   | CSS                                 |
| 621972 | 2011 UX285               | 20 ottobre 2011   | Mount Lemmon Survey                 |
| 621973 | 2011 UC286               | 18 ottobre 2011   | CSS                                 |
| 621974 | 2011 UY287               | 9 marzo 2005      | Mount Lemmon Survey                 |
| 621975 | 2011 UU288               | 28 ottobre 2011   | Mount Lemmon Survey                 |
| 621976 | 2011 UO298               | 24 ottobre 2011   | Pan-STARRS                          |
| 621977 | 2011 UB303               | 31 ottobre 2011   | Mount Lemmon Survey                 |
| 621978 | 2011 UK318               | 29 agosto 2006    | Spacewatch                          |
| 621979 | 2011 UF323               | 16 ottobre 2011   | Spacewatch                          |
| 621980 | 2011 UN329               | 23 ottobre 2011   | Mount Lemmon Survey                 |
| 621981 | 2011 UD336               | 5 novembre 2007   | Spacewatch                          |
| 621982 | 2011 UL338               | 21 settembre 2011 | L. Elenin                           |
| 621983 | 2011 UV354               | 14 aprile 2005    | Spacewatch                          |
| 621984 | 2011 UU357               | 20 ottobre 2011   | Mount Lemmon Survey                 |
| 621985 | 2011 US414               | 13 gennaio 2008   | Spacewatch                          |
| 621986 | 2011 UZ414               | 15 febbraio 2013  | Pan-STARRS                          |
| 621987 | 2011 UF416               | 24 ottobre 2011   | Pan-STARRS                          |
| 621988 | 2011 UT421               | 30 ottobre 2011   | Mount Lemmon Survey                 |
| 621989 | 2011 UV421               | 18 ottobre 2011   | Mount Lemmon Survey                 |
| 621990 | 2011 UP426               | 30 ottobre 2011   | Spacewatch                          |
| 621991 | 2011 UY429               | 21 ottobre 2011   | Mount Lemmon Survey                 |
| 621992 | 2011 UC438               | 24 giugno 2015    | Pan-STARRS                          |
| 621993 | 2011 UB441               | 19 ottobre 2011   | Mount Lemmon Survey                 |
| 621994 | 2011 UW441               | 2 gennaio 2017    | M. Ory                              |
| 621995 | 2011 UE445               | 16 febbraio 2013  | Mount Lemmon Survey                 |
| 621996 | 2011 UZ445               | 19 ottobre 2011   | Mount Lemmon Survey                 |
| 621997 | 2011 UL448               | 24 ottobre 2011   | Pan-STARRS                          |
| 621998 | 2011 UP449               | 23 ottobre 2011   | Pan-STARRS                          |
| 621999 | 2011 UE451               | 26 ottobre 2011   | Pan-STARRS                          |
| 622000 | 2011 UU458               | 25 ottobre 2011   | Pan-STARRS                          |